# وین اسلو (آرکانزاس)
وین اسلو (آرکانزاس) (به انگلیسی: Winslow, Arkansas) یک شهر در ایالات متحده آمریکا با جمعیت ۳۹۱ نفر است که در آرکانزاس واقع شده‌است.

## موقعیت جغرافیایی
موقعیت جغرافیایی شهرها و مناطق اطراف به شرح زیر است: